# Olaus Gram
 Olaus Peter Gram (1779 død efter 1827) var en dansk arkitekt.
Gram besøgte Kunstakademiets Frihånd Skole og Gips Skole 1796-1797 og uddannede sig til ornamentbilledhugger, gik derefter til søs i Kinafarten og blev styrmand, rejste til Wien, London og Paris, hvor han studerede sit oprindelige fag, opholdt sig i Milano 1811, men vendte tilbage til Paris og fik arbejde ved opførelsen af Triumfbuen i Tuileriehaven.
Anbefalet til Prins Christian kom Gram efter sit rejseliv til København, hvor der var lovet ham arbejde ved Christiansborg og Vor Frue Kirke, men han fik ikke arbejde her. Derfor lagde han C.F. Hansen voldsomt for had, hvilket gav sig udslag i 2 pjecer, der udkom 1813 under titlen: Min Hiemkomst og Noget med Hensyn til Christiansborg. Med pjecerne fulgte 2 satiriske blade (raderinger), der fremstillede bygningskommissionens medlemmer. Dybt skuffet over den behandling, han havde fået, oprettede Gram i 1813 efter forgæves at have søgt lærerpladsen ved Kunstakademiets Ornamentskole, en privat sprogskole i København.
1816 rejste han til Sankt Croix, hvor han øjensynligt arbejdede som arkitekt, og hvorfra han 1820 med støtte fra de lokale autoriteter søgte om ansættelse som kongelig bygmester i Dansk Vestindien. Udnævnelsen forelå først 1826. Efter 1827 har man ingen oplysninger om Grams skæbne. Hans virksomhed som arkitekt på de vestindiske Øer har ikke været gjort til genstand for nøjere undersøgelser.